# Coll Indira
El Coll Indira (Indira La en llengua balti local) és un port de muntanya a 5.764 metres d'alçada que es troba a la carena d'Indira del Siachen Muztagh a la serralada del Karakoram. Es troba a 3 km a l'oest del Sia Kangri, el cim del qual és el trifini dels territoris controlats per l'Índia, Pakistan i la Xina.
El coll és una sella entre la glacera de Siachen al sud i la Glacera Urdok al nord, a la divisòria d'aigües entre la conca de l'Indus i la del Tarim. És massa pendent per a ser baixat fàcilment pel nord cap a la glacera Urdok.
El terme Coll Indira també ha estat aplicat a un altre coll més alt que es troba a 2.4 km a l'est sobre la carena Indira (altitud 5.988 metres), a partir del qual és possible descendir cap al nord. Aquest coll oriental fou anomenat Coll Indira el 1912 per Bullock Workman, a partir d'un dels noms de la deessa Lakxmi. El Coronel Narendra "Brau" Kumar va arribar al Coll Indira (occidental) el 1981. El 1998, Harish Kapadia va arribar al mateix coll, i en el seu mapa i text s'hi refereix com a "Coll Indira principal" i "Coll Indira oest", mentre que el coll 2.4 km a l'est es anomenat "Coll Indira Est (Workman)."
El Coll Indira es troba a 2 km a l'est del punt (1 km aproximadament cap al sud-est del cim de Sia Kangri) on la Línia de Posició Real entre les forces índies i pakistaneses es troben amb la frontera amb la Xina. Els territoris a tots els costats del coll són disputats. El territori immediatament al sud del coll és reclamat per Pakistan i Índia i és controlat per l'Índia. El territori al nord del coll és part de l'Extensió Trans-Karakoram, controlada per la Xina des de l'acord de frontera amb Pakistan del 1963, però reclamat per l'Índia.